# Aït Aïssa Mimoun
Aït Aïssa Mimoun, già Djebel Aïssa Mimoun, è un comune dell'Algeria, situato nella provincia di Tizi Ouzou.